# Challenger de Puerto Vallarta 2024
El torneo Puerto Vallarta Open 2024 fue un torneo de tenis perteneció al ATP Challenger Tour 2024 en la categoría Challenger 50. Se trató de la 5ª edición; el torneo tendrá lugar en la ciudad de Puerto Vallarta (México), desde el 18 hasta el 24 de noviembre de 2024 sobre pista dura al aire libre.

## Jugadores participantes del cuadro de individuales
| Preclasificado | País                      | Jugador             | Rank1 | Posición en el torneo |
| 1              | Bandera de Estados Unidos | Nishesh Basavareddy | 56    | CAMPEÓN               |
| 2              | Bandera de Túnez          | Aziz Dougaz         | 210   | Primera ronda         |
| 3              | Bandera de Estados Unidos | Eliot Spizzirri     | 231   | Baja                  |
| 4              | Bandera de Brasil         | Karue Sell          | 268   | Baja                  |
| 5              | Bandera de Bélgica        | Michael Geerts      | 301   | Baja                  |
| 6              | Bandera de Canadá         | Liam Draxl          | 323   | FINAL                 |
| 7              | Bandera de Estados Unidos | Andre Ilagan        | 370   | Cuartos de final      |
| 8              | Bandera de Argentina      | Valerio Aboian      | 379   | Primera ronda         |
| 9              | Bandera de Bulgaria       | Dimitar Kuzmanov    | 381   | Semifinales           |
| 10             | Bandera de Luxemburgo     | Chris Rodesch       | 385   | Segunda ronda         |

- 1 Se ha tomado en cuenta el ranking del 4 de noviembre de 2024.

### Otros participantes
Los siguientes jugadores recibieron una invitación (wild card), por lo tanto ingresan directamente al cuadro principal (WC):
- Luis Carlos Álvarez
- Alex Hernández
- Santiago Ledesma

Los siguientes jugadores ingresan al cuadro principal tras disputar el cuadro clasificatorio (Q):
- Patrick Brady
- Rodrigo Crespo Piedra
- Elmar Ejupovic
- Alan Magadán
- Gonzalo Oliveira
- Alfredo Perez

## Campeones

### Individual Masculino
- Nishesh Basavareddy derrotó en la final a  Liam Draxl por 6–3, 7–6(4)

### Dobles Masculino
- Liam Draxl /  Benjamin Sigouin derrotaron en la final a  Karl Poling /  Ryan Seggerman por 7–6(5), 6–2